# وینترشپلت
وینترشپلت (به آلمانی: Winterspelt) یک شهر در آلمان است که در بیتبورگ-پروم واقع شده‌است.